# Ма аль-Айнин
Ма аль-Айни́н (Айнайн) (араб. ماء العينين‎), Мухаммед Мустафа ибн Мухаммед Фадиль ибн Мамин аль-Калками (10 февраля 1831 — 28 октября 1910) — религиозный и политический лидер Западной Сахары во второй половине XIX века, сын суфия Мухаммеда Фадиля, последователь основанного отцом тариката фадилийя, а также основатель собственного суфийского братства айнийя.

## Биография
Ма аль-Айнин родился 10 февраля 1831 года (27 шаабана 1246 года хиджры). Его отец — шейх Мухаммед Фадиль ибн Мамин, основатель одноимённого братства, пользовавшегося влиянием в Западной Сахаре, Мавритании и Южном Марокко. Около 1860 года Ма аль-Айнин возглавил одну из ветвей братства фадилийя, а также созданное им позднее братство айнийя. Жил в Тиндуфе (на территории современного Алжира). В 1887 году получил должность каида от марокканского султана. Путешествовал по многим районам Западной Сахары и Мавритании распространяя своё учение. Приобрёл большой духовный и политический авторитет у мавританских племён.
В 1897 году его принял марокканский султан Мулай Абд аль-Азиз, разрешивший Ма аль-Айнину основать завии своего братства в Марракеше, Фесе и др. При поддержке Абд аль-Азиза и населения марокканских городов в 1898 году начал осуществление масштабного проекта по строительству в пустыне Сахаре города Смара (в области Сегиет эль-Хамра) — с крепостью, гигантскими мечетями, крупным рынком. Смара вскоре стала важным центром караванной торговли в Сахаре. Ма аль-Айнин основал и возглавил здесь духовное училище, при котором была собрана большая библиотека.
В 1900-е годы Ма аль-Айнин возглавил борьбу племён Магриба против французской колониальной экспансии; его резиденция в Смаре стала центром антифранцузского сопротивления. Ма аль-Айнин призывал мусульман к борьбе с проникновением европейцев, к ликвидации противоречий между религиозными братствами, к объединению на платформе джихада. Авторитет шейха распространился среди населения на территории между рекой Сенегал и Южным Марокко. Ма аль-Айнин использовал тактику партизанской войны, его отряды совершали частые внезапные нападения на французские военные посты. В 1907—1910 годах выступал против политики марокканских властей, допустивших усиление европейского влияния в стране. После кончины шейха борьбу против колонизаторов продолжали его сыновья.